# Juan Tomás Ávila Laurel
Juan Tomás Ávila Laurel (Malabo, 1966) es el escritor más traducido de Guinea Ecuatorial, originario de la pequeña isla de Annobón. Es considerado un referente de la literatura postcolonial y su obra es estudiada en universidades de todo el mundo. Es el protagonista del largometraje documental El escritor de un país sin librerías (2019), que no ha podido estrenarse en su país.

## Biografía
Ha cultivado tanto la novela como la poesía, el teatro y el ensayo. Realizó una importante labor como redactor jefe de la hoy desaparecida revista cultural El Patio, publicada por el Centro Cultural Hispano Guineano en Malabo. Estudió enfermería en la Escuela Nacional de Bata, Región Continental de Guinea Ecuatorial.
En 2011 abandonó el país, estableciéndose en España.

## Obras y premios Literarios
Antes de ingresar en la Escuela de Sanidad, participó en una serie de concursos literarios que organizaba el ya desaparecido Centro Cultural Hispano-Guineano de Malabo. Ganó en estos concursos varios premios, que fueron el comienzo de su vida literaria, que incluye hechos editoriales y premios literarios que se resumen así:
- 1988 - Recibió el primer Premio de ensayo en el certamen literario Guinea Ecuatorial, XX años de Independencia, organizado por la Escuela Normal de Magisterio de Malabo, la antigua Escuela Superior.
- 1989 - Recibió el primer premio de Poesía con el poemario Versos del alma en el certamen literario 12 de Octubre, organizado por el Centro Cultural Hispano-Guineano de Malabo.
- 1990 - Recibió el primer premio de Poesía en el certamen literario 12 de Octubre con el poemario Ramblas.[5] Los dos poemarios se unen en una edición titulada Poemas, que ve la luz en 1994, bajo el sello  Ediciones CCHG de Malabo.
- 1990 - Recibió en tercer Premio en el certamen literario 12 de Octubre con el texto Urbi et orbe.
- 1991 - Es incluido en el Especial Joven Literatura Ecuatoguineana de El Patio. En la antología se recoge el texto de su poemario Ramblas, su ensayo premiado Urbi et orbi y la obra de teatro Pretérito imperfecto.
- 1993 - Recibió el primer premio de Teatro en otra edición del mencionado certamen con la obra Los hombres domésticos, que más tarde se publicaría íntegra en un número de la revista África 2000,[6] ya desaparecida.

La relación completa de premios recibidos y libros editados es como sigue:
- 1998 Rusia se va a asamse, breve relato costumbrista ambientado en Malabo. Ediciones CCHG, Malabo.
- 1999 La carga,[7] novela, editorial Palmart, Valencia.
- 2000 Historia íntima de la humanidad, poemario, 2000 Editorial Pángola, Malabo, trabajo que mereció una mención honorífica en la XXXV edición del certamen literario internacional Odón Betanzos Palacios, que organiza el Círculo de Poetas y Escritores Iberoamericanos de Nueva York.
- 2000 Áwala cu sangui, relato ambientado en Annobón. Editorial Pángola, Malabo.
- 2000 El derecho de pernada, ensayo sobre la realidad guineoecuatorial. Editorial Pángola, Malabo.
- 2001 El desmayo de Judas, novela,  Ediciones CCHG, Malabo, novela que recibió el tercer premio de narrativa de la XXXV edición del certamen literario internacional Odón Betanzos Palacios.
- 2002 Nadie tiene buena fama en este país, novela, editorial Malamba, Salobralejo (Ávila), España.
- 2004 El fracaso de las sombras, teatro, Tercer premio de la segunda edición del certamen literario 12 de Octubre, que organiza el Centro Cultural Español de Malabo.
- 2005 Cómo convertir este país en un paraíso, reflexiones sobre Guinea Ecuatorial. Editorial Pángola, Malabo.
- 2006 Guinea Ecuatorial: vísceras. Institució Alfons el Magnànim, Valencia.
- 2008 Cuentos crudos,[8] serie de relatos cortos sobre Guinea Ecuatorial publicado por el Centro Cultural de España en Malabo.
- 2008 Avión de ricos, ladrón de cerdos, novela, El Cobre Ediciones, España.
- 2009 Arde el monte de noche, novela, Calambur Editorial, Valencia.
- 2011 Diccionario básico, y aleatorio, de la dictadura Guineana, ensayo, Ceiba Ediciones, España (edición electrónica disponible en la web "Ceibabotiga.com").
- 2012 Letras transversales: obras escogidas (ensayo, poesía, relatos, teatro).[9] Editorial Verbum, Madrid.
- 2014 El dictador de Corisco. Editorial Pángola, Malabo.
- 2014 By night, the mount burns, Other Stories. London.
- 2015 Panga Rilene. Editorial, Valencia.
- 2017 The Gurugu Pledge. A novel. Other Stories. London.
- 2017 Sur le mount Gourougou. Asplate éditions.
- 2017 Yössä vuori roihuaa. Fabriikki Kustannus.
- 2019 Cuando a Guinea se iba por mar. Ediciones Carena, Barcelona.
- 2019 Dans la nuit la montagne brûle. Solanhets.
- 2020 La lección es antologado en "Cuentos en Red", una selección de relatos en español de América Latina, Europa y África. Elaborada por la Red de Centros Culturales de la Cooperación Española, y promovida por el Centro Cultural de España en Asunción.
- 2020 Red burdel. Edicions Bellaterra, Barcelona.
- 2022 Dientes blancos, piel negra. Edicions Bellaterra, Barcelona.
- 2022 Los elefantes en la luna. Ediciones Esangui, Bata.
- 2024 Moi chez moi - El grito de los malvados. Ediciones Carena, Barcelona.
- 2025 Nuestros amigos los nautas. BajAmar Editores, Gijón.

En 2003 fue reconocido con The Joseph G. Astman Distinguished Conference Scholar por la Universidad de Hofstra de Nueva York con su ponencia "Beyond the Patria: Exile, Border-Crossing, and Transnationalism in the Spanish-Speaking World".

Es conferenciante asiduo en varias universidades norteamericanas, europeas. Ha hecho estancias como escritor invitado en EE. UU. y México.

Desde 2012 ha participado en diversos congresos europeos celebrados en distintas ciudades.
En 2014 es incorporado al acervo de la Biblioteca Africana en la Biblioteca Virtual Miguel de Cervantes de la Universidad de Alicante.
Su novela Los elefantes en la luna, ha sido llevada al cine con el documental de animación Un día vi 10.000 elefantes (2015) y la novela gráfica Diez mil elefantes (2022), ambas adaptaciones con guion de Pere Ortín y el trazo de Ramón Esono Ebale.
En 2018 ha sido ponente en los congresos internacionales Decolonizing Europe y Euro-African Memories (Barcelona) entre otros, así como en el Festival de Edimburgo (agosto), lo que ha combinado con su participación en diferentes eventos relacionados con su escritura, Guinea Ecuatorial, o los Afro-descendientes en Europa y América.
En el 2018, las bibliotecas de la Agencia Española de Cooperación Internacional para el Desarrollo crean el Fondo Digital de Guinea Ecuatorial, un portal especializado en publicaciones ecuatoguineanas, siendo la revista El Patio (1990-2002), dirigida por Juan Tomás Ávila Laurel, y sus libros Cuentos crudos (2007), El desmayo de Judas (2001) y Rusia se va a Asamse (2000) parte del acervo fundacional de éste. Ese mismo año, el escritor participó en el documental El escritor de un país sin librerías, que fue seleccionado para el Festival de cine de Valladolid.
En 2020 fue finalista en la categoría internacional de los premios de la Asociación Pro Derechos Humanos de España (APDHE),
La adaptación teatral Annobon (2021) de Esteve Mulero de la novela Arde el monte de noche, fue espectáculo ganador del Premio Adrià Gual 2020 y finalista del decimotercer Premio Quim Masó a la Producción Teatral.